# ReadyBoost
ReadyBoost 是微软在 Windows Vista 中引入的缓存技术，Windows 7 同样包含了这项技术，它利用了闪存随机读写及零碎文件读写上的优势来提高计算机系统性能，同時也是下一代闪存硬盘的临时替代品。
这项技术目前仅支持 USB 2.0 或更高版本接口的 USB 闪存驱动器以及计算机内置读卡器中的闪存。具体要求是，4K 随机读取的速度大于 3.5 M/s，512K 随机写入的速度大于 2.5 M/s。

## 概述
使用支持 ReadyBoost 的闪存（NAND 存储）设备作为缓存，可以使 Windows Vista 或者 Windows 7 中的随机磁盘读取性能原则上较传统的硬盘提高 80-100 倍。该缓存可以作用于所有的硬盘内容，而不仅仅是页面文件或者系统 DLL 文件。原则上来说，闪存设备的顺序 I/O 要比传统的硬盘速度缓慢，为了提高性能，ReadyBoost 包含了大型识别逻辑，顺序读取请求并且要硬盘为这些请求服务。
当一个兼容的设备连接到计算机，弹出的 Windows 自动播放对话框将提供一个附加的选项来使用闪存设备加速系统；磁盘属性对话框也会添加一个附加的：“ReadyBoost”选项卡，并且挂载的可用空间将是可以配置的。可被指派的闪存空间为 256M 至 256G（32 位的 Vista将会指派为 4GB）。ReadyBoost 使用 AES-128 进行加密和压缩并将所有的数据存放于闪存设备；微软设计的设定的压缩比为2：1，即：4GB 缓存将最多包含 8GB 数据。
基于 Jim Allchin 的调查：对于将来要发行的 Windows，ReadyBoost 将能够使用存在于网络当中的其他 Windows PC 上的备用存储。
对于兼容的设备，必须满足以下条件：
- 可移动设备的容量不得小于 256MB（格式化后 250MB）。Windows Vista x86 和 x86-64 被限制使用 4GB；该限制在 Windows 7 中被删除。
- Windows 7 允许最多使用 8 个设备最大 256GB 作为附加存储。
- 设备的访问时间必须小于或等于 1 毫秒。
- 设备必须能够以 2.5 MB/s 的平均速度在整个设备上进行 4KB 随机读取；512KB 随机写入平均速率至少为 1.75 MB/s。

## 其他
- Vista SP1 的 ReadyBoost 支持 NTFS、FAT16、和 FAT32 等文件系统。Windows 7 还支持全新的 exFAT 文件系统。Vista SP2 不支持 exFAT 文件系统。

鉴于 ReadyBoost 缓存以文件的方式存储，设备必须格式化为 NTFS 或者 exFAT，以便存储大于 4GB 的缓存，而 FAT16 和 FAT 32 的文件系统限制文件大小为 2GB-4GB。
- Windows Vista 的 ReadyBoost 支持一个设备。Windows 7 可以支持多个设备，所以性能上可以认为与 RAID 0 相似。
- 由于 Windows 7 下的 ReadyBoost 由 Vista 的增强算法发展而来，所以能提供更高性能。实验表明 Windows 7 的闪存设备读取性能比 Vista 下高 5-10 倍。[來源請求]
- 由于 ReadyBoost 将缓存作为一个文件存储，文件系统必须挂载并分配一个盘符。由于只有根目录作为 ReadyBoost 缓存空间，简单的挂载为一个其他驱动器上的 NTFS 文件夹并不能满足要求。

另外，逻辑驱动器属性将不会显示 ReadyBoost 选项卡。
- 微软建议作为 ReadyBoost 加速的闪存设备是已安装的系统内存的 1-3 倍。当使用 ReadyBoost 选项卡设置 ReadyBoost 的时候，

请勿因为下面這個建议而产生混淆： 例如，如果使用 16 GB 的容量并且格式化为 FAT32，儘管系统内存为 10GB，仍会有以下提示：“Windows 建议预留 4094 MB 作为性能提升空间”，
原因是 4094 MB 是 FAT 32 文件系统允许的最大文件存储空间；如果将设备重新格式化为 NTFS 或者 exFAT，提示将改为：“Windows 建议设置为 15180MB”。
- 如果系统驱动器采用固态硬盘（SSD），ReadyBoost 将不可用，其设置界面将会提示：“该设备不能用于 ReadyBoost。此计算机的运行速度已足够快，ReadyBoost 不太可能提供其他益处”。
- Windows Server 2008 不支持 ReadyBoost。